# Berlancourt (Oise)
Pour les articles homonymes, voir Berlancourt.
Berlancourt est une commune française située dans le département de l'Oise en région Hauts-de-France.

## Géographie

### Description

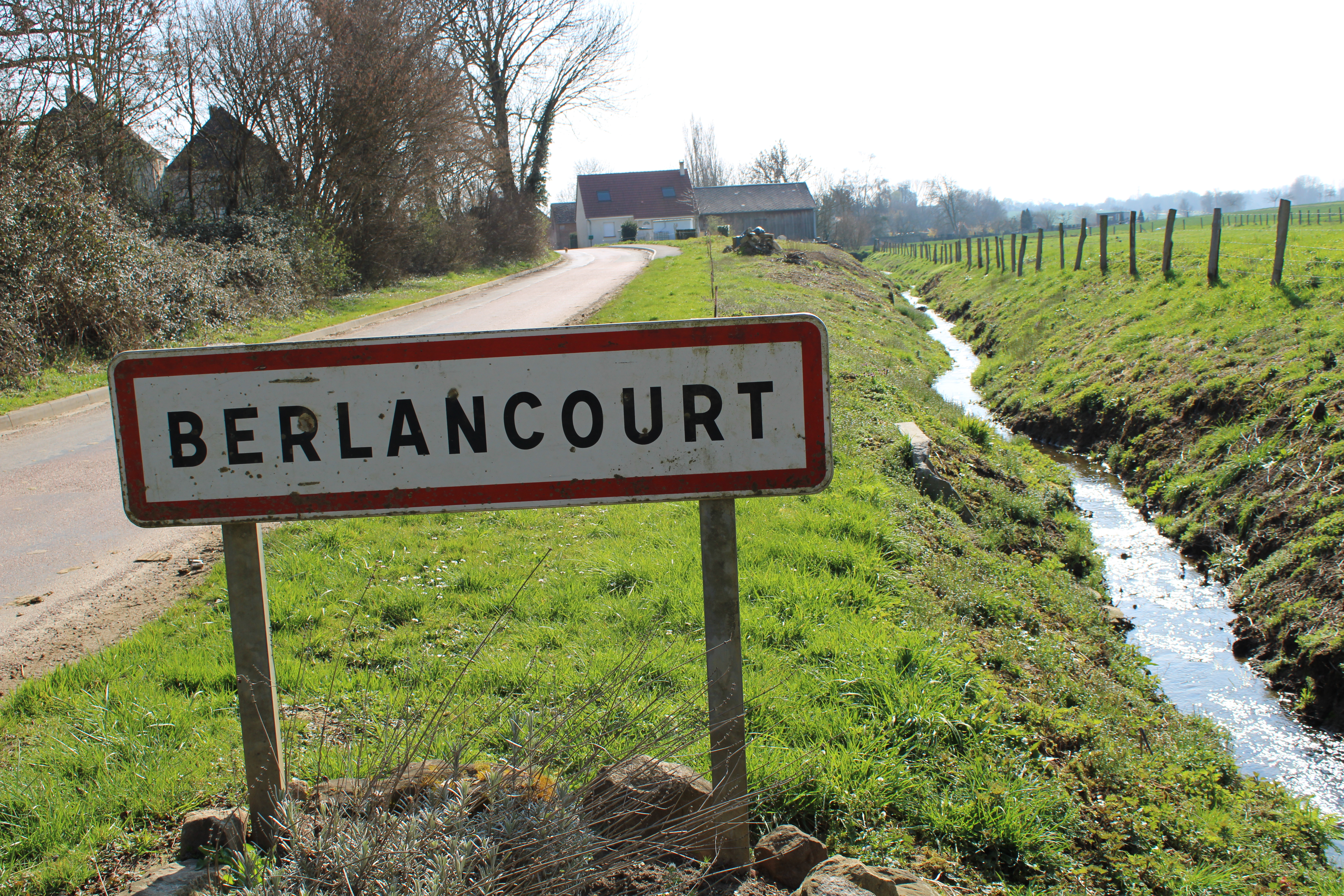
L'entrée du village.

Berlancourt est un village de l'Oise, limitrophe du département de la Somme, qui se situe à mi-chemin entre Noyon et Ham. Le village est traversé par la route départementale RD91 et est aisément accessible depuis l'ancienne Route nationale 32 (actuelle RD 932).
Louis Graves indiquait au milieu du XIXe siècle que  « le territoire de cette commune est formé d'une plaine traversée de l'est à l'ouest par le vallon de la Verse, auquel se réunit un ravin venant du Plessis-Patte-d'Oie »

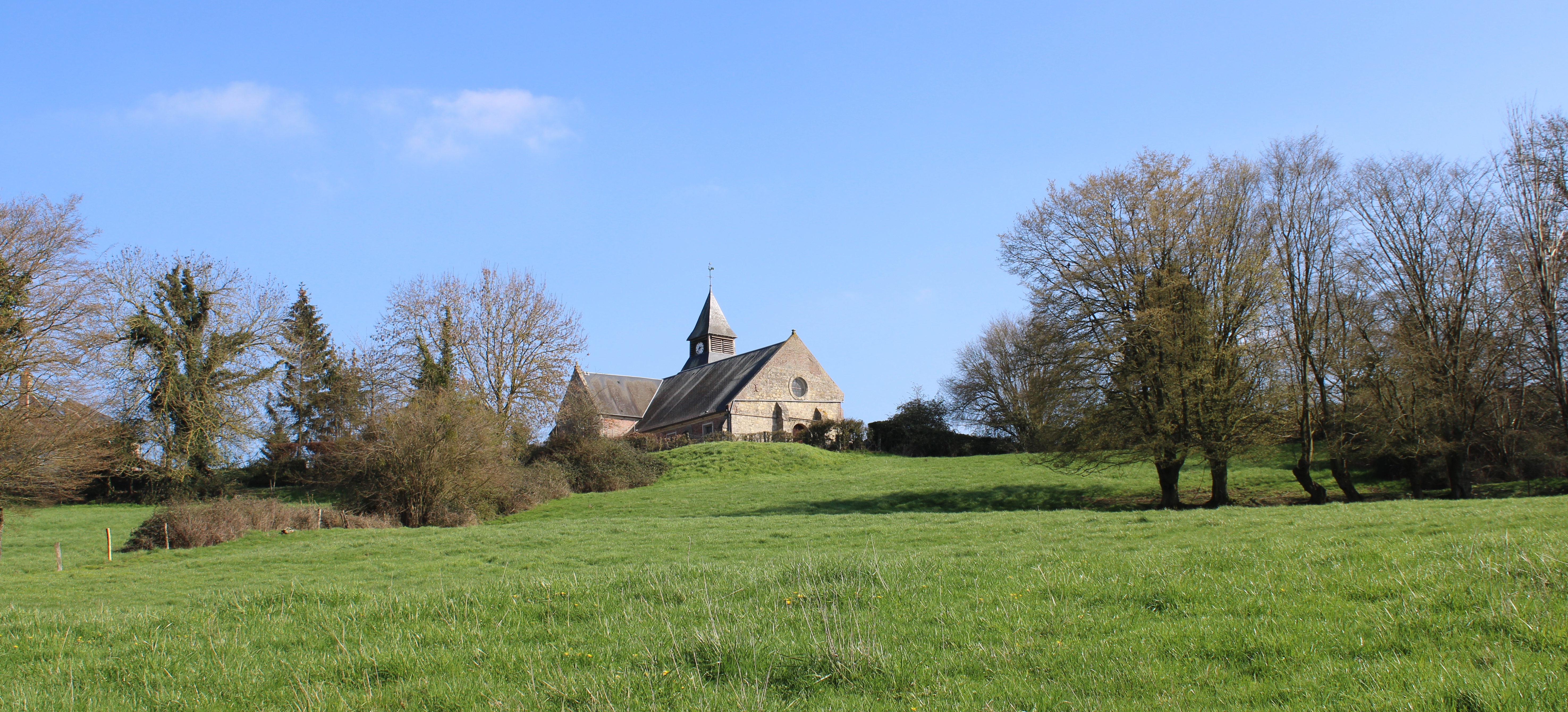
L'église perchée sur les hauteurs du village.

### Communes limitrophes
| Flavy-le-Meldeux | Le Plessis-Patte-d'Oie | Villeselve                |
| Fréniches        | Berlancourt            | Guiscard Hameau de Beines |
| Guiscard         | Guiscard               |                           |

### Hydrographie
La commune est drainée par la rivière La Verse, qui prend sa source à La Neuville-en-Beine et continue ensuite vers Guiscard.
La Verse est un affluent de l'Oise en rive droite et donc un sous-affluent de la Seine.
Afin de lutter contre les inondations de la Verse en aval, notamment à Noyon, l'établissement public Entente Oise-Aisne souhaite réaliser à Berlancourt  l'un des deux bassins de retenue d'une capacité de 300000 M3 prévus par le Plan d’actions et de prévention des inondations (PAPI) de la Verse, entrainant des inquiétudes sur le risque d'inondations que cela pourrait engendrer aux abords de ces ouvrages,,.

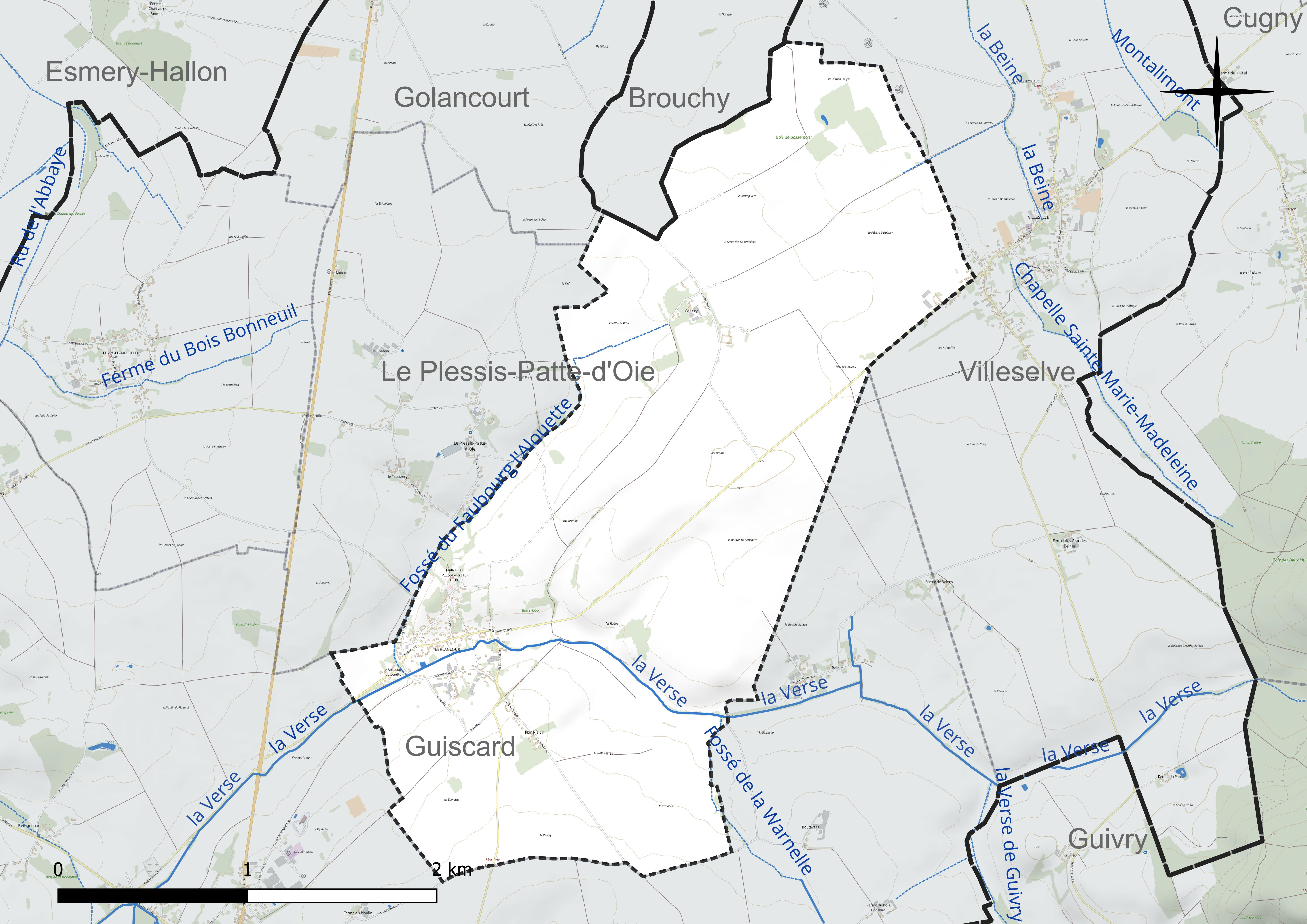
Réseau hydrographique de Berlancourt.

### Climat
Pour des articles plus généraux, voir Climat des Hauts-de-France et Climat de l'Oise.
En 2010, le climat de la commune est de type climat océanique dégradé des plaines du Centre et du Nord, selon une étude du CNRS s'appuyant sur une série de données couvrant la période 1971-2000. En 2020, Météo-France publie une typologie des climats de la France métropolitaine dans laquelle la commune est exposée à un climat océanique et est dans la région climatique  Nord-est du bassin Parisien, caractérisée par un ensoleillement médiocre, une pluviométrie moyenne régulièrement répartie au cours de l’année et un hiver froid (3 °C). 
Pour la période 1971-2000, la température annuelle moyenne est de 10,6 °C, avec une amplitude thermique annuelle de 14,9 °C. Le cumul annuel moyen de précipitations est de 707 mm, avec 11,7 jours de précipitations en janvier et 8,8 jours en juillet. Pour la période 1991-2020, la température moyenne annuelle observée sur la station météorologique la plus proche, située sur la commune de Chauny à 12 km à vol d'oiseau, est de 11,1 °C et le cumul annuel moyen de précipitations est de 709,9 mm,. Pour l'avenir, les paramètres climatiques de la commune estimés pour 2050 selon différents scénarios d'émission de gaz à effet de serre sont consultables sur un site dédié publié par Météo-France en novembre 2022.

## Urbanisme

### Typologie
Au 1er janvier 2024, Berlancourt est catégorisée commune rurale à habitat dispersé, selon la nouvelle grille communale de densité à sept niveaux définie par l'Insee en 2022.
Elle est située hors unité urbaine. Par ailleurs la commune fait partie de l'aire d'attraction de Noyon, dont elle est une commune de la couronne,. Cette aire, qui regroupe 38 communes, est catégorisée dans les aires de moins de 50 000 habitants,.

### Occupation des sols
L'occupation des sols de la commune, telle qu'elle ressort de la base de données européenne d’occupation biophysique des sols Corine Land Cover (CLC), est marquée par l'importance des territoires agricoles (94,4 % en 2018), une proportion identique à celle de 1990 (94,4 %). La répartition détaillée en 2018 est la suivante : 
terres arables (86,7 %), prairies (7,6 %), zones urbanisées (5,6 %), zones agricoles hétérogènes (0,1 %). L'évolution de l’occupation des sols de la commune et de ses infrastructures peut être observée sur les différentes représentations cartographiques du territoire : la carte de Cassini (XVIIIe siècle), la carte d'état-major (1820-1866) et les cartes ou photos aériennes de l'IGN pour la période actuelle (1950 à aujourd'hui).

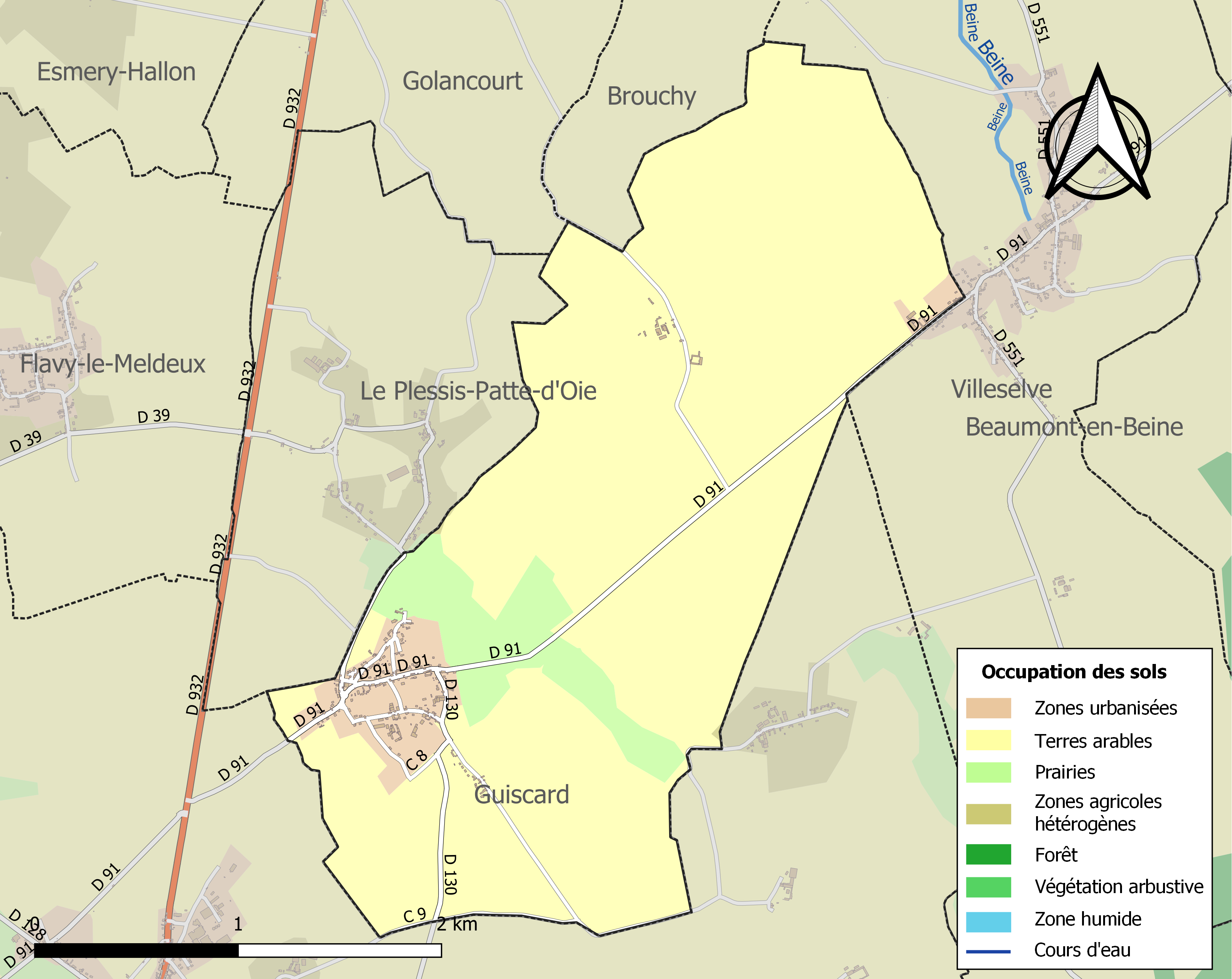
Carte des infrastructures et de l'occupation des sols de la commune en 2018 (CLC).

### Lieux-dits, hameaux et écarts
Au nord-est du territoire, le hameau de Collezy est rattaché à la commune.

### Habitat et logement
En 2018, le nombre total de logements dans la commune était de 137, alors qu'il était de 130 en 2013 et de 120 en 2008.
Parmi ces logements, 91,5 % étaient des résidences principales, 2,8 % des résidences secondaires et 5,7 % des logements vacants. Ces logements étaient pour 84,4 % d'entre eux des maisons individuelles et pour 15,6 % des appartements.
Le tableau ci-dessous présente la typologie des logements à Berlancourt en 2018 en comparaison avec celle de l'Oise et de la France entière. Une caractéristique marquante du parc de logements est ainsi une proportion de résidences secondaires et logements occasionnels (2,8 %) supérieure à celle du département (2,5 %) et à celle de la France entière (9,7 %). Concernant le statut d'occupation de ces logements, 69,9 % des habitants de la commune sont propriétaires de leur logement (72,7 % en 2013), contre 61,4 % pour l'Oise et 57,5 pour la France entière.
| Typologie                                               | Berlancourt | Oise | France entière |
| ------------------------------------------------------- | ----------- | ---- | -------------- |
| Résidences principales (en %)                           | 91,5        | 90,4 | 82,1           |
| Résidences secondaires et logements occasionnels (en %) | 2,8         | 2,5  | 9,7            |
| Logements vacants (en %)                                | 5,7         | 7,1  | 8,2            |

### Voies de communication et transports
La commune est desservie, en 2023, par les lignes 677, 678 et 6308 du réseau interurbain de l'Oise ainsi que par la ligne 753 du réseau Trans'80.

## Toponymie
La localité a été désignée comme Bertencourt; Berlancour.

## Histoire
Sous l'Ancien Régime, Berlancourt était  compris dans le marquisat de Guiscard.et faisait partie du baillage de
Chauny, de l'élection de Noyon et de l'intendance de Soissons. La paroisse relevait du doyenné de Nesle et du diocèse de Noyon. L'Abbaye Saint-Pierre de Corbie, par suite d'un échange fait avec l'Abbaye Saint-Nicolas d'Arrouaise, possédait le tiers des grosses dîmes de Berlancourt,
de Flavy-le-Meldeux et de Plessis-Patte-d'Oie ; mais elle était tenue au tiers des grosses réparations à faire au chœur des églises de ces trois paroisses. Les deux autres tiers appartenaient au chapitre de la cathédrale de Noyon.
Au milieu du XIXe siècle, la commune disposait d'une école, d'un presbytère. Une partie de la population était occupée à la fabrication de rouennerie[C'est-à-dire ?].

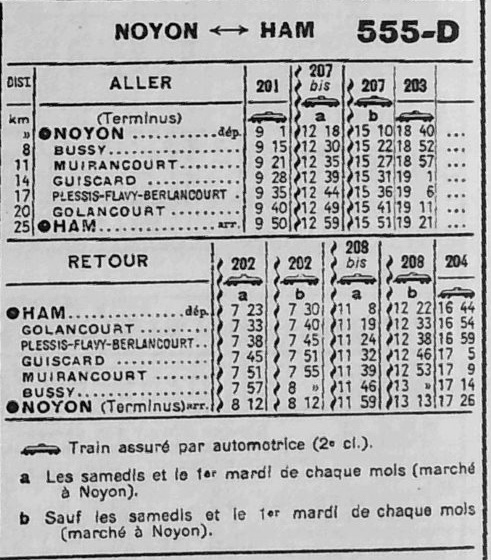
Horaires de la ligne Noyon-Ham en 1936.

La commune a disposé de 1895 à 1955 de la gare de Plessis-Flavy-Berlancourt sur la ligne Noyon - Ham des chemins de fer départementaux de l'Oise exploitée par la compagnie des Chemins de fer de Milly à Formerie et de Noyon à Guiscard et à Lassigny

## Politique et administration

### Rattachements administratifs et électoraux

#### Rattachements administratifs
La commune se trouve depuis 1926 dans l'arrondissement de Compiègne du département de l'Oise.
Elle faisait partie depuis 1802 du canton de Guiscard. Dans le cadre du redécoupage cantonal de 2014 en France, cette circonscription administrative territoriale a disparu, et le canton n'est plus qu'une circonscription électorale.

#### Rattachements électoraux
Pour les élections départementales, la commune fait partie depuis 2014 du canton de Noyon
Pour l'élection des députés, elle fait partie de la sixième circonscription de l'Oise.

### Intercommunalité
Berlancourt est membre de la communauté de communes du Pays Noyonnais, un établissement public de coopération intercommunale (EPCI) à fiscalité propre créé en 1994 et auquel la commune a transféré un certain nombre de ses compétences, dans les conditions déterminées par le code général des collectivités territoriales.

### Liste des maires
| Période                                  | Période                       | Identité            | Étiquette | Qualité |
| ---------------------------------------- | ----------------------------- | ------------------- | --------- | --- |
| Les données manquantes sont à compléter. |                               |                     |           | |
| 1880                                     | 1888                          | Charles Lhérondelle |           | Cultivateur                                                                                                 |
| 1888                                     | 1890                          | Alfred Ponthieux    |           | Propriétaire exploitant                                                                                     |
| 1890                                     | 1892                          | Nestor Legrand      |           | Cultivateur                                                                                                 |
| 1892                                     | 1896                          | Clovis Falour       |           | |
| 1896                                     | 1913?                         | Alfred Ponthieux    |           | Propriétaire exploitant                                                                                     |
| Les données manquantes sont à compléter. |                               |                     |           | |
| mars 1983                                | 1989                          | Jean Fontaine       |           | Agriculteur                                                                                                 |
| mars 1989                                | 1995                          | Jacques Landa       |           | Routier |
| Les données manquantes sont à compléter. |                               |                     |           | |
| mars 2001                                | 2008                          | Guy Laguerre        | DVD       | |
| mars 2008                                | En cours (au 2 décembre 2020) | Joël Cottart        |           | Exploitant agricole Vice-président de la CC du Pays Noyonnais (2014 → 2021) Réélu pour le mandat 2020-2026, |

## Équipements et services publics
La commune a racheté le Bar du Village en 2017. Renommé le café La Fabrique, celui-ci est désormais exploité avec le concours  de la commune, ainsi que de la chambre de commerce et d’industrie (CCI), du Pays noyonnais et du Pays de Sources et vallées, par deux gérants qui prévoient de postuler au label Bistrot de pays, et assurent également un dépôt de pain et de gaz, bureau de tabac et la vente de journaux,.

### Enseignement
Les enfants de la commune sont scolarisés avec ceux de Villeselve, Golancourt et du Plessis-Patte-d’Oie dans le cadre d'un regroupement pédagogique intercommunal.

## Population et société

### Démographie

#### Évolution démographique
L'évolution du nombre d'habitants est connue à travers les recensements de la population effectués dans la commune depuis 1793. Pour les communes de moins de 10 000 habitants, une enquête de recensement portant sur toute la population est réalisée tous les cinq ans, les populations de référence des années intermédiaires étant quant à elles estimées par interpolation ou extrapolation. Pour la commune, le premier recensement exhaustif entrant dans le cadre du nouveau dispositif a été réalisé en 2004.

En 2022, la commune comptait 316 habitants, en évolution de −6,23 % par rapport à 2016 (Oise : +0,87 %, France hors Mayotte : +2,11 %).
| 1793 | 1800 | 1806 | 1821 | 1831 | 1836 | 1841 | 1846 | 1851 |
| ---- | ---- | ---- | ---- | ---- | ---- | ---- | ---- | ---- |
| 242  | 394  | 458  | 460  | 480  | 490  | 464  | 438  | 379  |

| 1856 | 1861 | 1866 | 1872 | 1876 | 1881 | 1886 | 1891 | 1896 |
| ---- | ---- | ---- | ---- | ---- | ---- | ---- | ---- | ---- |
| 356  | 342  | 343  | 324  | 303  | 257  | 258  | 233  | 232  |

| 1901 | 1906 | 1911 | 1921 | 1926 | 1931 | 1936 | 1946 | 1954 |
| ---- | ---- | ---- | ---- | ---- | ---- | ---- | ---- | ---- |
| 211  | 212  | 216  | 166  | 166  | 155  | 147  | 210  | 205  |

| 1962 | 1968 | 1975 | 1982 | 1990 | 1999 | 2004 | 2006 | 2009 |
| ---- | ---- | ---- | ---- | ---- | ---- | ---- | ---- | ---- |
| 176  | 179  | 156  | 185  | 245  | 283  | 301  | 295  | 331  |

| 2014 | 2019 | 2022 | - | - | - | - | - | - |
| ---- | ---- | ---- | - | - | - | - | - | - |
| 334  | 319  | 316  | - | - | - | - | - | - |

#### Pyramide des âges
La population de la commune est relativement jeune.
En 2018, le taux de personnes d'un âge inférieur à 30 ans s'élève à 38,9 %, soit au-dessus de la moyenne départementale (37,3 %). À l'inverse, le taux de personnes d'âge supérieur à 60 ans est de 16,9 % la même année, alors qu'il est de 22,8 % au niveau départemental.
En 2018, la commune comptait 170 hommes pour 155 femmes, soit un taux de 52,31 % d'hommes, largement supérieur au taux départemental (48,89 %).
Les pyramides des âges de la commune et du département s'établissent comme suit.
| Hommes | Classe d’âge | Femmes |
| ------ | ------------ | ------ |
| 0,0    | 90 ou +      | 0,0    |
| 4,2    | 75-89 ans    | 2,6    |
| 13,8   | 60-74 ans    | 13,2   |
| 24,0   | 45-59 ans    | 21,7   |
| 19,2   | 30-44 ans    | 23,7   |
| 21,6   | 15-29 ans    | 15,8   |
| 17,4   | 0-14 ans     | 23,0   |

| Hommes | Classe d’âge | Femmes |
| ------ | ------------ | ------ |
| 0,5    | 90 ou +      | 1,4    |
| 5,5    | 75-89 ans    | 7,6    |
| 15,6   | 60-74 ans    | 16,3   |
| 20,8   | 45-59 ans    | 20     |
| 19,4   | 30-44 ans    | 19,4   |
| 17,6   | 15-29 ans    | 16,2   |
| 20,6   | 0-14 ans     | 19,1   |

### Associations
La commune est animée depuis 1989 par l'association Village et Loisirs.

## Culture locale et patrimoine

### Lieux et monuments
- L'église Saint-Martin de Berlancourt, édifiée sur un site dominant;  est un vaste bâtiment de brique aux ouvertures de style roman. Le clocher en pierre flanque le côté nord de l'édifice. La partie basse du clocher semble dater du XIIe siècle. La façade est probablement d'époque médiévale, et le chœur a été remanié au XVIe ou au début du XVIIe siècle. Le bas-côté en briques et pierre date du XVIIIe siècle esud de la nef date du XIXe sièclet le mur sud de la nef, percé de grandes fenêtres en plein cintre.
Le mobilier comporte une cuve baptismale du XIIe siècle, une grande Vierge à l’Enfant, en pierre, du XVIe siècle et une chaire ainsi qu'un baldaquin du XVIIIe siècle[32].
- Monument aux morts, inauguré en 2003[33].

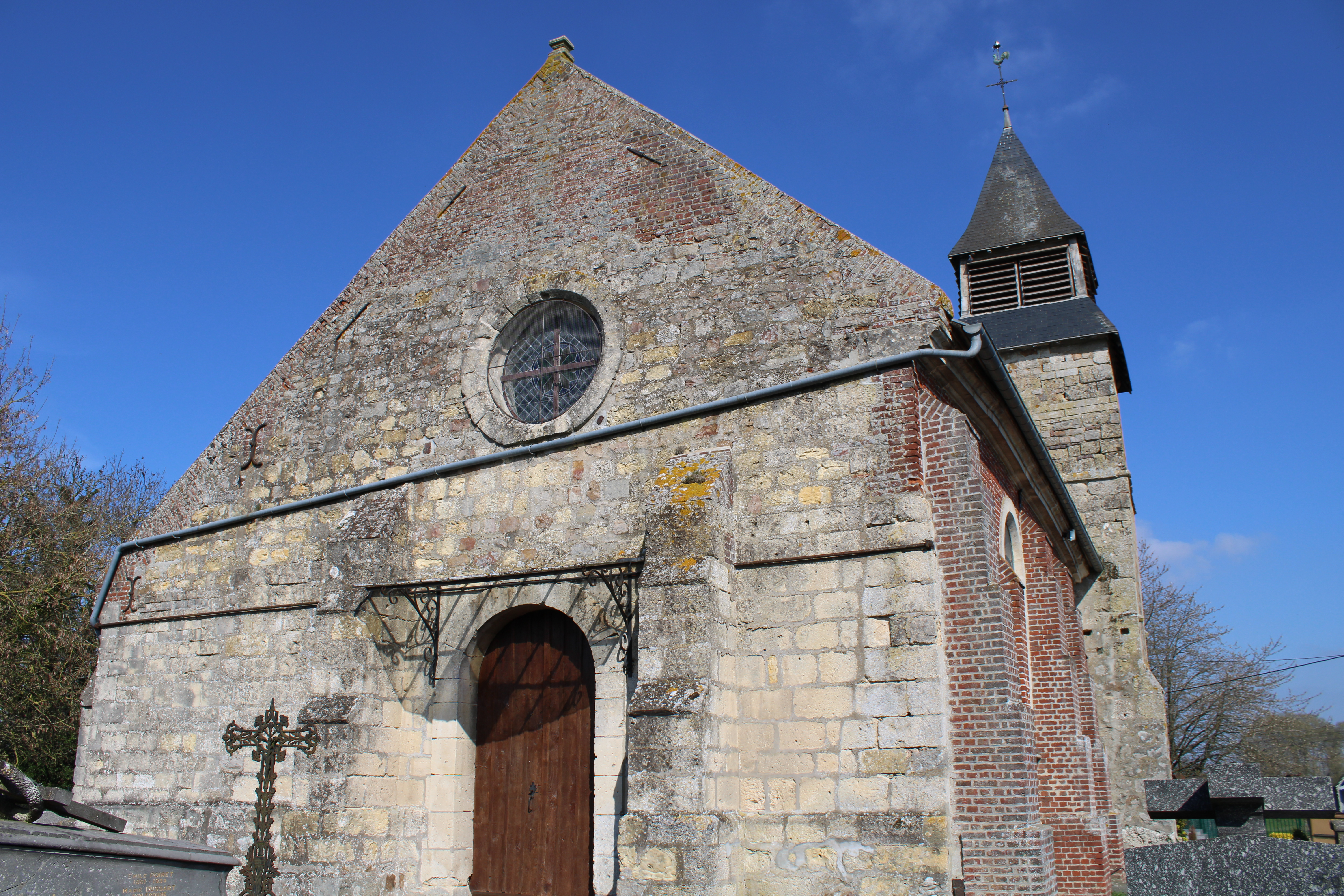
La façade de l'église.
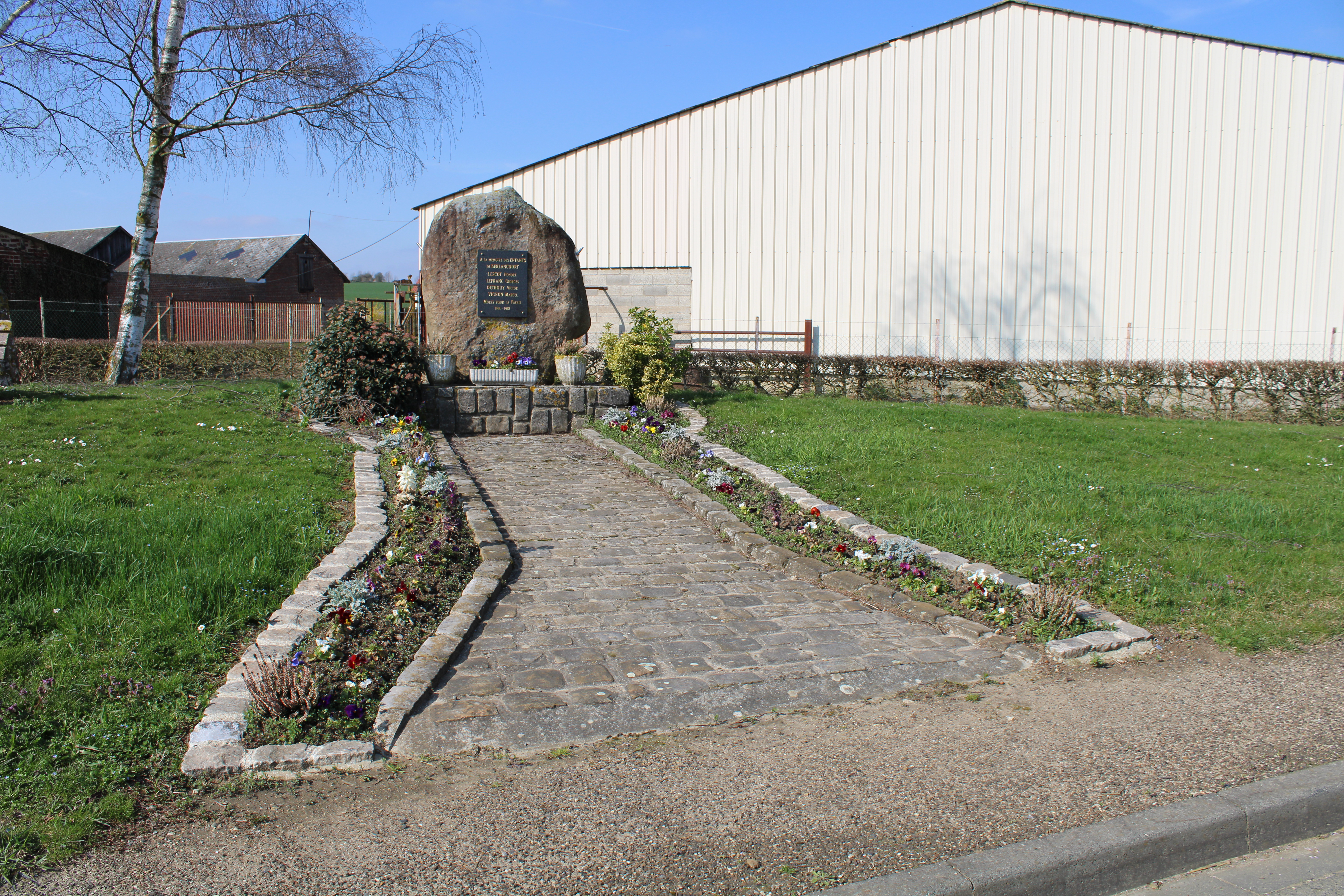
Le monument aux morts.
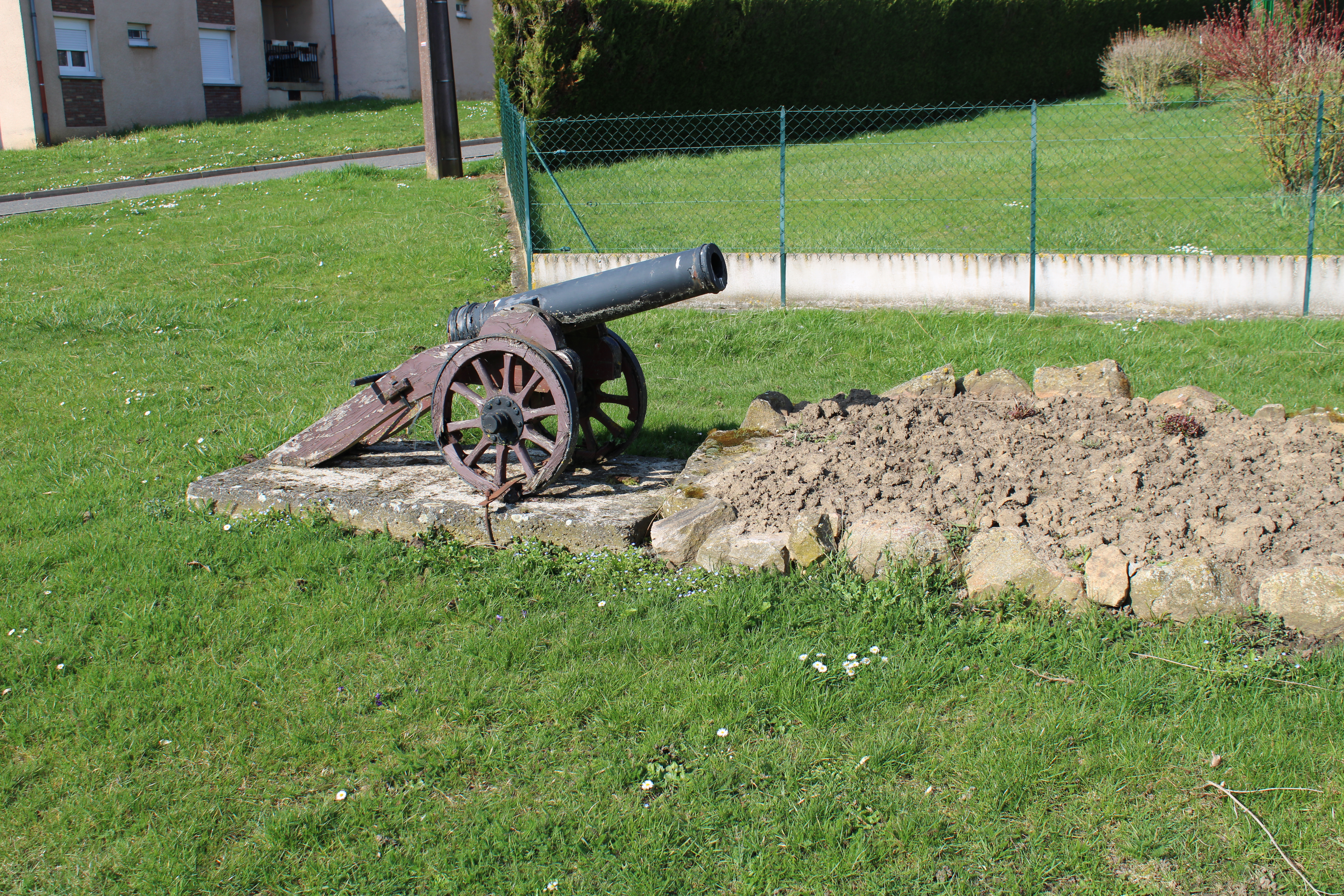
Vieux canon érigé en monument.

### Personnalités liées à la commune
- Maxime Godart, acteur